# Killing Floor 2
Killing Floor 2 este un joc first-person shooter video game dezvoltat și distribuit de Tripwire Interactive. Este o continuare a jocului din 2009, Killing Floor. Un acces timpuriu al jocului a fost lansat pentru Microsoft Windows în Aprilie 2015, si jocul a fost lansat în Noiembrie 2016 pentru Windows și PlayStation 4 și în August 2017 pentru Xbox One. Jocul folosește motorul grafic Epic Games' Unreal Engine 3. Este plănuit sa apară și pentru Linux.